# Stopa mennicza lipska
Stopa mennicza lipska – stopa mennicza ustalona w 1690 r. w Lipsku pomiędzy Saksonią, Brandenburgią, Brunszwikiem i Lüneburgiem, wg której z jednej grzywny kolońskiej czystego srebra bito 9 speciestalarów równych 32 groszom lub 2 guldenom, co było równe 12 talarom obrachunkowym.
Standard drobnych monet został określony uzupełniającą stopą menniczą torgauską.

## Literatura
- Mikołajczyk A. Leksykon numizmatyczny, Wydawnictwo Naukowe PWN, Warszawa-Łódź, 1994